# François Wołowski
Franciszek Wołowski, né le 2 octobre 1786 à Varsovie et mort le 12 février 1844 à Paris, est un avocat et homme politique polonais.

## Biographie
La famille Wołowski descend d'Elisha Szor, un disciple de Jacob Frank qui se convertit avec ses enfants au christianisme en 1759, et adopte alors un nom polonais. Le petit-fils d'Elisha et le père de Franciszek, Salomon Szor devenu Franciszek Łukasz Wołowski, est secrétaire du roi de Pologne Stanislas Auguste et anobli en 1791.
Franciszek Wołowski naît en 1786, à Varsovie, il étudie à Halle, où il termine ses études en 1808. Il est dès lors nommé membre du tribunal de Varsovie, responsable des hypothèques prussiennes. Il correspond avec le Français Pierre Daru, intendant général, ainsi qu'avec d'autres autorités françaises et prussiennes. Il quitte la diplomatie pour le barreau. Il est nommé avocat à la cour d'appel en 1809, puis avocat près de la cour suprême du Royaume de Pologne.
Il voyage quelque temps en France, où son fils Ludwik fut envoyé plus tôt pour ses études. De retour dans sa patrie, il est élu à la Diète en 1818, puis de 1825 à 1831, il dirige la commission de législation. 
Lors de l'insurrection polonaise de 1830-1831 contre le tsar, Franciszek Wołowski est membre du gouvernement provisoire. 
Franciszek Wołowski, son épouse Tekla née Wołowska et leurs cinq enfants sont condamnés à l'exil. Ils émigrent en France comme un grand nombre de leurs compatriotes.